# Physocephala tibialis
Physocephala tibialis är en tvåvingeart som först beskrevs av Thomas Say 1829.  Physocephala tibialis ingår i släktet Physocephala och familjen stekelflugor. Inga underarter finns listade i Catalogue of Life.